# Vicente Alcalá Galiano
Vicente Alcalá Galiano (Doña Mencía, provincia de Córdoba, 1757-Cádiz, 1810), fue un matemático, economista, militar y escritor español.

## Biografía
"Construcción y uso de los instrumentos meteorológicos" fue uno de sus estudios más tempranos. Desde 1784 comenzó a impartir clases de Matemáticas en la Academia de Segovia y fue nombrado secretario de la Sociedad Económica de esta localidad. A esta época corresponden algunas de sus publicaciones, memorias y discursos. Cuando alcanzó el grado de capitán en 1786 realizó una traducción de la obra de José Toaldo "La meteorología aplicada a la agricultura" y otra de Mauduit titulada "Memoria sobre los distintos modos de administrar la electricidad". Entre sus obras hay que mencionar "Elogio del Sr. D. Melchor Fuertes y Lorenzana", "Sobre los nuevos impuestos", "Preservativo seguro de la enfermedad del trigo comúnmente llamada niebla o tizón" o "Trigo. De sus enfermedades y remedios". A petición de los condes de Floridablanca y Lerena abandonó Segovia y comenzó a trabajar para ellos. En este tiempo tradujo varias obras. 
Vicente Alcalá fue un gran admirador de Adam Smith. Por otra parte, desempeño importantes cargos políticos, enmarcados principalmente en el Ministerio de Hacienda. Ministro del Consejo de Hacienda durante el reinado de Carlos IV, llegó a ser presidente del Tribunal Contaduría Mayor de Cuentas entre 1805 y 1808. Tras la invasión francesa, mostró apoyo a José I y aprobó el Estatuto de Bayona, si bien luego abandonó Madrid huyendo de las fuerzas francesas de ocupación y se unió a los Patriotas, ocupando el cargo de tesorero general y de ministro del Consejo de Regencia. 
- Datos: Q5556948